# 국립수산물품질관리원 장항지원
국립수산물품질관리원 장항지원(國立水産物品質管理院 獐項支院)은 국립수산물품질관리원의 업무를 분장하기 위하여 설립된 대한민국 해양수산부 국립수산물품질관리원 소속기관으로 장항지원장(5급)은 해양수산사무관으로 보한다. 충청남도 서천군 장항읍 장서로 59(창선2리 260)에 위치하고 있다.

## 관할구역

### 1광역시
- 대전광역시

### 1특별자치시
- 세종특별자치시

### 3도
- 전라북도
- 충청북도 중 보은군·영동군·옥천군
- 충청남도 중 당진시·태안군·서산시·아산시·천안시를 제외한 전지역

## 같이 보기
- 국립수산물품질관리원 부산지원
- 국립수산물품질관리원 인천지원
- 국립수산물품질관리원 강릉지원
- 국립수산물품질관리원 목포지원
- 국립수산물품질관리원 서울지원
- 국립수산물품질관리원 여수지원
- 국립수산물품질관리원 완도지원
- 국립수산물품질관리원 인천공항지원
- 국립수산물품질관리원 제주지원
- 국립수산물품질관리원 평택지원
- 국립수산물품질관리원 포항지원
- 국립수산물품질관리원 통영지원